# Costa de Malabar

La costa Malabar

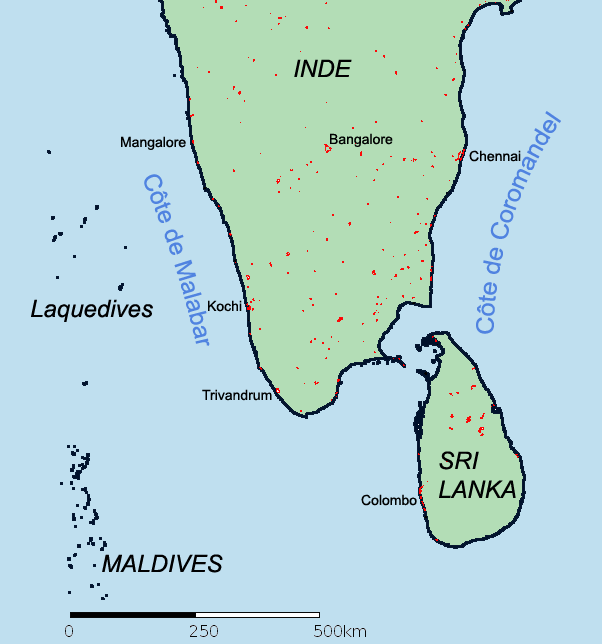
La costa Malabar

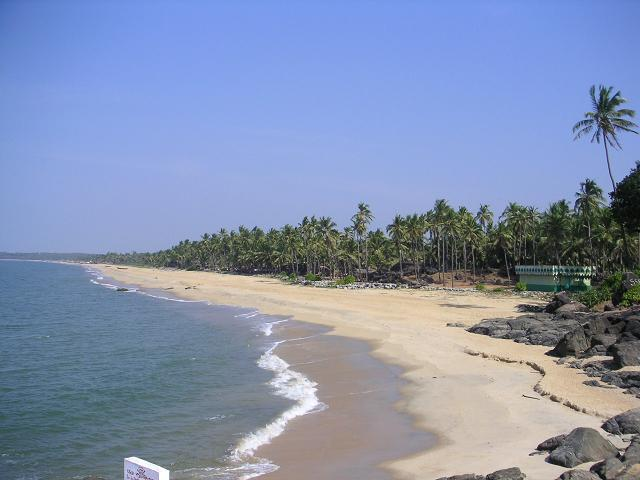
Playa de Bekal Fort, Kerala.

La costa de Malabar (a veces en minúsculas, como costa malabar), es una larga y estrecha línea de costa de la India localizada al suroeste de la península del subcontinente indio. Geográficamente, comprende la región más húmeda del sur de la India, ya que los Ghats Occidentales interceptan las lluvias cargadas de humedad del monzón, especialmente en sus laderas orientadas al oeste de las montañas. La expresión «costa de Malabar» también se utiliza en referencia a toda la costa occidental de la India, desde Konkan a la punta del subcontinente en el cabo Comorín. Está bañada por el mar de Arabia y el mar de Laquedivas, ambos mares de borde del océano Índico.

## Definiciones
La costa de Malabar, en el contexto histórico, se refiere a la costa suroeste de la India, extendiéndose por la estrecha llanura costera de los actuales estados de Karnataka y de Kerala, entre la cordillera de los Ghats occidentales y el mar de Arabia. La costa abarca desde el sur de Goa hasta el cabo Comorin en la punta del sur de la India. La costa sureste de la India se llama costa de Coromandel.
A veces se usa costa de Malabar como una referencia más amplia que comprende toda la costa occidental de la India, desde la costa oeste de Konkan hasta la punta del subcontinente en el cabo Comorin. Son algo más de 845 km de largo. Se extiende desde la costa suroeste de Maharashtra y a lo largo de la región de Goa, a través de la costa occidental de Karnataka y Kerala y alcanza hasta el distrito de Kanyakumari. Está flanqueada por el mar de Arabia, por el oeste, y por los Ghats occidentales, al este. La parte sur de esta estrecha costa son los bosques caducifolios de los Ghats occidentales.